# Francisco Sampere
Francisco Sampere (¿? - Barcelona, 12 de abril de 1824) fue un compositor y maestro de capilla español de finales del siglo XVIII y principios del XIX.

## Vida
El primer documento que hace referencia a Francisco Sampere es el Calaix de sastre del barón de Maldá, en un fragmento del 6 de agosto de 1782. En el documento se explica que en ese día comenzaron las oposiciones de maestro de capilla de la iglesia parroquial de Santa María del Pino de Barcelona, a las que se presentaron siete opositores. Uno de ellos era Sampere y se ha conservado una copia de su examen: Psalmo a 12 Voces del Licendo Franco StPera Para Las Oposisiones del Pi en lo Any 1782. El magisterio de la iglesia del Pino fue finalmente para Pere Joan Llonell.
Más tarde, en 1790, se presentó a las oposiciones para maestro de capilla de la parroquia de Santa Eulalia de Berga, que no ganó. Esto se explica en una carta conservada en la Biblioteca de Cataluña, donde otros compositores y maestros de capilla, como Francisco Queralt, José Pujol, Joan Nogués, Pere Joan Llonell y José Durán, cuestionan que no se le concediera el cargo. De hecho, Sampere fue muy alabado también por Baltasar Saldoni en su Diccionario biográfico-bibliográfico de efemérides de músicos españoles. Explica que Sampere fue profundo y sabio compositor, que era un gran conocedor y científico del arte, y que tuvo discípulos que más tarde ocuparían cargos musicales importantes, como Magín Germá, José Barba, José Rosés y el propio Baltasar Saldoni.
En 1814 aparece por primera vez Francisco Sampere como maestro de capilla de la parroquia de Santa Maria del Pino. Este dato también figura en el Calaix de sastre del barón de Maldá y aparece cuando habla de unas oposiciones que se hicieron en Santa María del Mar, en las que Sampere, «El Maestro de Capilla de Musica del Pino» , fue uno de los examinadores.
Francisco Sampere falleció en Barcelona, el 12 de abril de 1824 y al quedar vacante el magisterio le sucedió su discípulo José Rosés.

## Obra
Se conservan obras suyas en los fondos musicales SEO (Fondo de la iglesia parroquial de San Esteban de Olot), TarC (Fondo de la Catedral de Tarragona)  y en el fondo Magí Bosch del Monasterio de Montserrat. En el fondo de Santa Eulalia de Berga también se conserva un fragmento de una Misa de difuntos a 4 coros del autor.